# I've Been Loving You Too Long (to Stop Now)
Singles de Otis Redding
Mr. Pitiful
(1965) Respect
(1965)
I've Been Loving You Too Long (to Stop Now) est une chanson du chanteur américain Otis Redding.
Publiée en single (sous le label Volt Records) en avril 1965, la chanson atteint la 11e place du palmarès Hot 100 du magazine musical américain Billboard, passant en tout 21 semaines dans le chart. Elle est aussi incluse dans l'album Otis Blue: Otis Redding Sings Soul sorti en septembre 1965.
En 2004, Rolling Stone classe cette chanson, dans la version originale d'Otis Redding, 110e sur la liste des « 500 plus grandes chansons de tous les temps ». (En 2010, le magazine rock américain met à jour sa liste, la chanson est maintenant 111e.)
Elle est inscrite depuis 2003 au registre national des enregistrements (National Recording Registry) de la bibliothèque du Congrès à Washington.
En 2011, elle reçoit le Grammy Hall of Fame Award.

## Composition
La chanson est écrite par Jerry Butler et Otis Redding. L'enregistrement d'Otis Redding est produit par Jim Stewart et Steve Cropper. Il existe deux versions avec des durées différentes ; la plus courte sort en single tandis que le plus longue est intégrée dans l'album. La partie de piano est jouée par Booker T. Jones sur l'une et par Isaac Hayes sur l'autre.

## Musiciens
- Otis Redding : chant
- Booker T. Jones, Isaac Hayes : claviers, piano
- Steve Cropper : guitare
- Donald Duck Dunn : basse
- Al Jackson, Jr. : batterie
- Wayne Jackson, Gene Miller : trompette
- Andrew Love : saxophone ténor
- Floyd Newman : saxophone baryton

## Reprises
- Les Rolling Stones la reprennent en studio le 13 mai 1965 au studio RCA Hollywood avec Ian Stewart à l'orgue. La chanson est remixée près de dix-huit mois plus tard par le producteur du groupe Andrew Loog Oldham en la transformant en « faux live » avec l'ajout de l'audience. La chanson parait avant Noël 1966 sur l'album live américain Got Live If You Want It!. Mais la présence de trois guitares jouées par Keith Richards (enregistrées en overdubs en studio) discrédite le disque aux yeux des critiques. Ayant appris que le groupe la reprend dans les jours qui ont suivi la sortie de sa chanson, Otis reprend une de leur chanson, (I Can't Get No) Satisfaction (enregistrée par le groupe le même jour que leur version de I've Been Loving You Too Long) le mois suivant pour son album Otis Blue/Otis Redding Sings Soul (qui contient les deux chansons citées).
- Ike and Tina Turner enregistrent la chanson en 1969 pour l'album Outta Season. Sortie en single en avril de la même année, cette version se classe 44e du Billboard Hot 100 et 23e du palmarès R&B.
- Le chanteur australien Johnny Diesel se classe 41e dans son pays en 1993 avec cette reprise.
- Francis Cabrel adapte la chanson en français en 1999 sur l'album Hors-saison sous le titre Depuis toujours[5].

### Autres versions
La chanson est enregistrée également par un grand nombre d'artistes d'horizons divers,.
- 1966 : The Mar-Keys (Loving You Too Long) sur l'album The Great Memphis Sound
- 1967 :
  - William Bell sur l'album The Soul of a Bell
  - Arthur Conley sur l'album Sweet Soul Music / Shake, Rattle & Roll
  - King Curtis sur Plays The Great Memphis Hits
  - Percy Sledge sur The Percy Sledge Way
- 1968 : Jerry Butler sur The Soul Goes On
- 1969 : Dionne Warwick sur Soulful, et aussi sur From Within en 1972
- 1970 : Joe Cocker dans un medley avec Drown in My Own Tears et When Something is Wrong with My Baby, sur Mad Dogs and Englishmen
- 1972 : Aretha Franklin sur Young, Gifetd and Black
- 1973 : Roy Orbison sur Milestones
- 2007 : Guy Sebastian
- 2008 : 
  - Cat Power l'EP Dark End of the Street
  - Seal sur son album Soul
- 2011 : The White Stripes sur le single Signed D.C.
- 2014 : Martina McBride
- 2016 : Melissa Etheridge sur Memphis Rock And Soul
- Etta James

## Dans les médias
I've Been Loving You Too Long est présente notamment dans les films Lianna (1983), Les Enfants du silence (1986), Un lundi trouble (1988), RRRrrrr!!! (2004) ou Talk to Me (2007). Elle est interprétée par Sebastian Kole dans Vengeance (2017). On la trouve aussi dans les séries Les Années coup de cœur (saison 1, épisode 6), Nip/Tuck (S3E2), Twin Peaks: The Return (E15), Scandal (S4E20), ou Suits : Avocats sur mesure (S6E11).
La chanson est enregistrée par Earl Duke pour un spot publicitaire pour les glaces Miko. Cette version est éditée en 45 tours par CBS en 1989.